# Dedham (Essex)
Dedham ist ein Ort und eine Gemeinde (Civil parish) im Borough of Colchester im Nordosten der Grafschaft Essex, England. 

## Geographie
Der Ort liegt am Fluss Stour und dem Black Brook an der Grenze von Essex und Suffolk. Der Dedham Old River verläuft im Osten der Gemeinde. Die nächste Stadt um Dedham ist 5,5 km südöstlich die kleine Marktstadt Manningtree. Dedham liegt ca. 12 km nordöstlich von Colchester und 75 km südlich von Norwich. Zur Gemeinde gehören die Ortsteile The Heath und Lamb Corner.
Dedham ist der Namensgeber für das Dedham Vale, eine Area of Outstanding Natural Beauty (AONB = „Gebiet von außerordentlicher natürlicher Schönheit“). Das Gebiet erstreckt sich mit einer Länge von ca. 22 km (14 Meilen) von Dedham im Osten bis nach Wormingford im Westen. 1937 gründeten der Maler Cedric Morris und der Bildhauer Lett Haine in Dedham die East Anglian School of Painting and Drawing, die jedoch abbrannte.

## Persönlichkeiten
- John Constable (1776–1837), Landschaftsmaler. Constables Familie wohnte im Nachbarort East Bergholt, er besuchte die Dedham Grammar School. Viele seiner Bilder entstanden in „Constable Country“, dem Umland von Dedham, etwa von der Dedham Mill, deren Besitzer sein Vater war.
- Alice Lee (1858–1939), Mathematikerin und Hochschullehrerin; eine der ersten Frauen, die 1884 ihren Abschluss an der Universität London erhielt. Sie wies mit ihren Untersuchungen nach, dass die Korrelation zwischen Schädelkapazität und Geschlecht kein Zeichen für eine größere Intelligenz von Männern im Vergleich zu Frauen ist.
- William Tecumseh Sherman (1820–1891), US-amerikanischer Soldat, einer der bekanntesten Generale des Sezessionskrieges. Seine Vorfahren emigrierten in den 1630er Jahren nach Massachusetts und gründeten dort den Ort Dedham.

## Galerie

John Constable
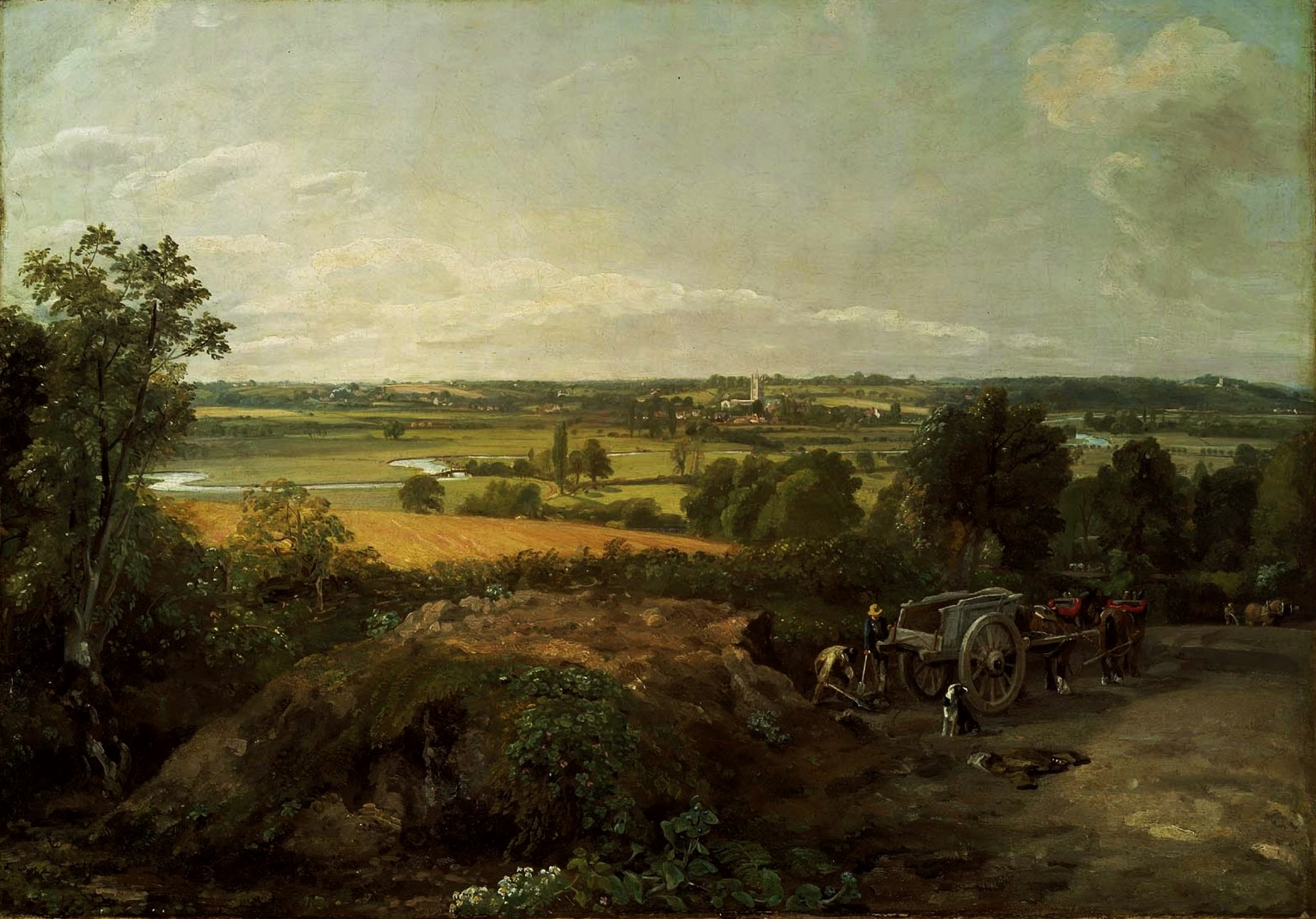
Stour Valley and Dedham Church
Dedham Mill
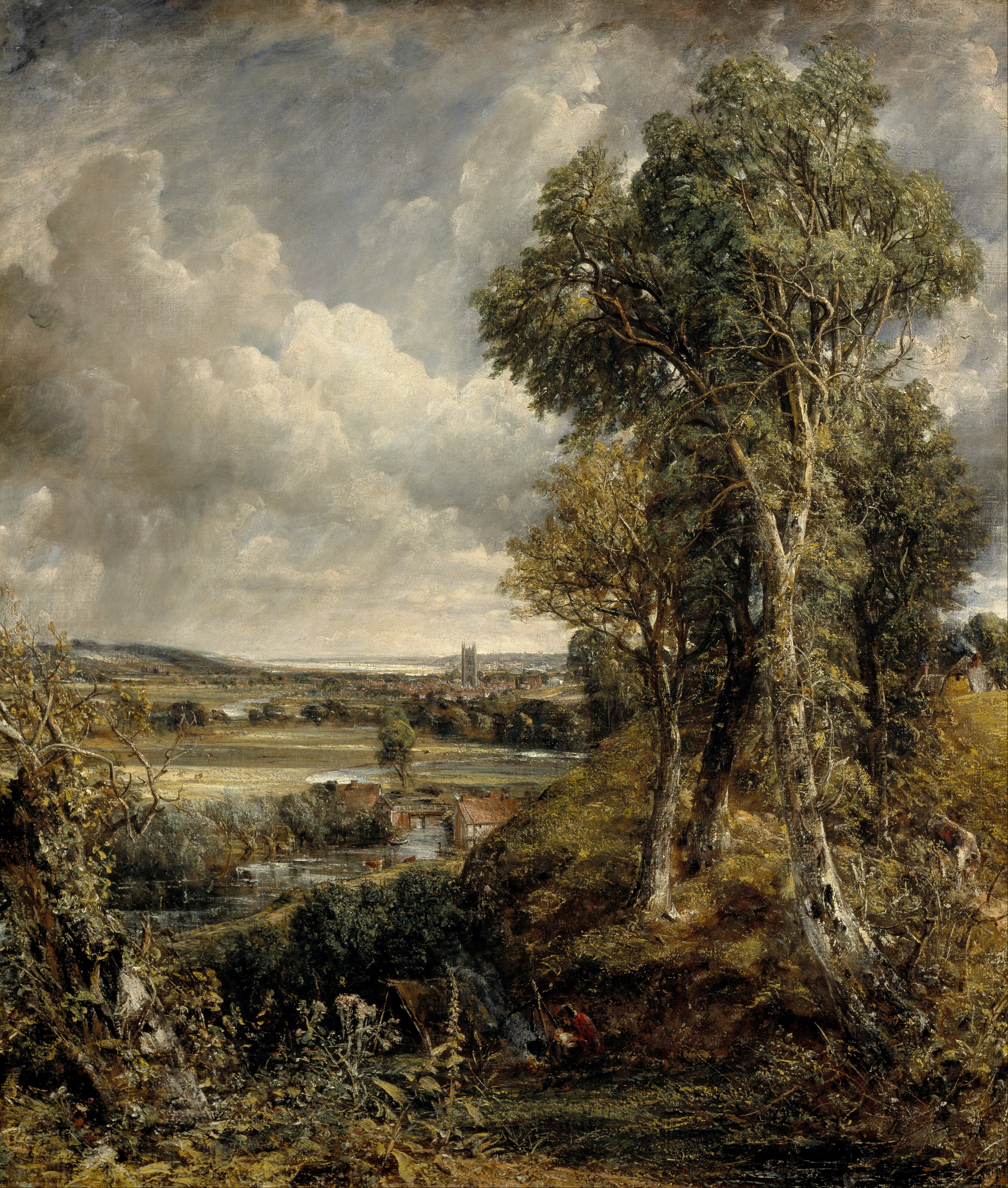
The Vale of Dedham